# Tan Songyun
Tan Songyun (en inglés: Seven Tan; nacida el 31 de mayo de 1990) es una actriz china originaria de Luzhou, provincia de Sichuan. Su nombre real es Tan Jingjing. Debutó como actriz infantil a los 15 años en 2005. Se graduó en la especialidad de (curso técnico superior, promoción 2007). A los 21 años, saltó a la fama por su papel en el drama Legend of Zhen Huan (2011). En 2019, fue incluida en la lista Forbes China "30 Under 30". En 2021, su interpretación de Li Jianjian en la serie Go Ahead (2020) le valió una nominación al premio Magnolia a Mejor Actriz en la 27ª edición del Shanghai TV Festival.
Sus fans son conocidos como "Songguo" (piñas de pino).

## Biografía
El nombre Tan Songyun (谭松韵) proviene de un poema de Bai Juyi, Oda a los bambúes recién plantados en verano por el secretario Lu (《題盧秘書夏日新栽竹二十韻》). En él, el poeta escribe:
«La melodía del pino (松韻) es vana al oído,
la belleza del melocotonero (桃夭) apenas se contempla.»

### 2005 - 2015
Tan Songyun debutó en el mundo del espectáculo en 2005, participando en series de televisión como Vivir bien (《好好过日子》), Te espero en el cielo (《我在天堂等你》), Hermanita (《小妹妹》) y Mi hogar es feliz (《我的家很好》). Al año siguiente (2006), actuó en producciones como Crisantemos de montaña (《山菊花》), Flores silvestres (《路边的野花》) y Mariposas danzantes (《蝴蝶翩翩起舞》). Gracias a la emisión de estos dramas, comenzó a ganar reconocimiento entre el público.
Su gran oportunidad llegó en 2011, cuando fue elegida por el director Zheng Xiaolong para interpretar a Fang Chunyi (la "Noble Chun") en el exitoso drama La leyenda de Zhen Huan (《后宫甄嬛传》). Aunque en ese momento ya tenía 21 años, su rostro juvenil y aniñado hizo que muchos espectadores comentaran: "Parece que Chunyi realmente tiene 14 o 15 años".
Ese mismo año, el 14 de septiembre, dio vida al personaje de Mu Jianping en la serie Regreso al sueño del ciervo y el caldero (《梦回鹿鼎记》), una adaptación de El duque de Mount Deer.

### 2015 - 2017
En 2015, su interpretación de Fan Xiaoying en The Whirlwind Girl (旋风少女) cautivó al público con una actuación llena de frescura y carisma, consolidando nuevamente su presencia en el panorama actoral.
En 2016, Tan Songyun alcanzó un hito crucial en su carrera al protagonizar por primera vez la aclamada serie "With You" (最好的我们 ), donde interpretó a Geng Geng. Su magistral actuación le valió el premio a "Actriz con Mayor Potencial del Año" en los iQIYI Screaming Night Awards.
En 2017, Tan Songyun consolidó su carrera al ganar el premio a Mejor Actriz en el 2º Festival de Cine Asiático de Nuevos Medios Golden Seagull y en el 2º Golden Bone Flower Internet Film & TV Festival por su actuación en "The Fox's Summer", mientras que su drama protagonista "Somewhere Only We Know", estrenado el 30 de julio en Hunan TV y transmitido simultáneamente en Mango TV y Tencent Video, dominó los ratings con audiencias que superaron repetidamente el 1% y se posicionó como líder indiscutible en su franja horaria, alcanzando el primer lugar en las cuatro principales métricas de medición televisiva nacional.

### 2019 - 2021
El 23 de enero de 2019, la madre de Tan Songyun falleció a causa de las graves heridas sufridas en un accidente de tráfico. El caso llegó a juicio el 31 de agosto de 2020, donde se reveló que el conductor responsable, Ma Minghong -quien tenía antecedentes penales por riña tumultuaria- había atropellado a tres peatones en el incidente: la madre de la actriz y otras dos personas que resultaron con heridas leves y graves respectivamente. Según revelaciones del abogado Zhang Qihuai el 8 de septiembre, el conductor implicado resultó ser compañero de primaria de Tan Songyun. Finalmente, el 19 de septiembre, el tribunal sentenció al responsable a seis años de prisión y ordenó el pago de una indemnización superior al millón de yuanes, cantidad que, según confirmó el mismo abogado, la actriz destinó íntegramente a obras de caridad.
El 28 de diciembre de 2019 se estrenó "Under the Power" (《锦衣之下》), drama grabado por Tan Songyun en 2017. Con su rostro aniñado, la actriz encarnó magistralmente a Yuan Jinxia, transmitiendo con autenticidad la personalidad vivaz, adorable, ingeniosa, parlanchina, golosa y algo codiciosa del personaje. Esta interpretación llena de matices humanizó al rol, haciendo que su posterior evolución hacia ideales más nobles resultara profundamente conmovedora.  
La serie, emitida conjuntamente por Mango TV y iQIYI, alcanzó un índice de popularidad superior a 8600 en esta última plataforma, posicionándose como uno de los dramas históricos más exitosos de iQIYI en el lustro. A pesar de ser una producción de bajo presupuesto, la química explosiva entre los protagonistas Tan Songyun y Ren Jialun -avalada por sus brillantes actuaciones- creó una conexión tan envolvente con el público que cada episodio generaba ansias por el siguiente, demostrando cómo el talento actoral puede trascender las limitaciones materiales.
"El Pequeño Bosque Encantado" (奇妙小森林) fue un reconfortante reality show de naturaleza producido por Mango TV, estrenado el 12 de junio de 2020. El programa reunió a Wu Qilong, Zhang Xincheng y Tan Songyun como la "Familia del Bosque", a la que más tarde se unió Chen Zheyuan en el sexto episodio. Juntos, guiaron a seis adorables niños en un mágico viaje por la naturaleza.
Con su cálida y juguetona personalidad, Tan Songyun —apodada cariñosamente "Hermana Xiao Qi" por los pequeños— se robó el corazón tanto de los niños como del público. Sus interacciones espontáneas, tiernas y llenas de dulzura con los pequeños protagonistas se convirtieron en uno de los mayores atractivos del programa, dejando encantados a todos los espectadores.
El 10 de agosto de 2020 se estrenó el exitoso drama familiar "Go Ahead" protagonizado por Tan Songyun, Song Weilong y Zhang Xincheng, que se convirtió en el programa más visto de Hunan TV ese año con un promedio de rating del 2% y picos del 3%, generando 5.17 mil millones de reproducciones y 33.2 mil millones de lecturas en Weibo, lo que le valió a Tan Songyun su histórica nominación como primera actriz de los 90 al premio Magnolia por su conmovedora interpretación de Li Jianjian, mientras la serie también fue nominada al Flying Apsaras Awards.
El 26 de febrero de 2021 se estrenó en Tencent Video el drama de época "The Sword and the Brocade" protagonizado por Tan Songyun, el cual se consolidó como una de las 3 series más vistas del año en la plataforma al alcanzar los 5.11 mil millones de reproducciones, logrando en su primera semana 1 mil millones de visualizaciones y manteniéndose por 12 días consecutivos como el drama web más popular, generando un fenómeno en redes sociales con 4 mil millones de lecturas en los temas de discusión de Weibo.
El 16 de junio de 2021 se estrenó la serie conmemorativa "Nuestra Nueva Era", una producción compuesta por seis historias unitarias basadas en personajes reales que retratan el dedicado trabajo de jóvenes miembros del Partido Comunista en diversos campos desde el XVIII Congreso Nacional. Tan Songyun protagonizó junto a Bai Jingting el segmento titulado "Porque tenemos un hogar", marcando su segunda colaboración actoral, donde interpretaron a personajes inspirados en modelos reales de dedicación y servicio comunitario.

### 2022 - Present
El 2022 marcó un periodo de florecimiento profesional para Tan Songyun: el 25 de enero, cautivó al público con su interpretación de "New Boy" en la Gala de Internet de CCTV. Posteriormente, participó en el conmovedor reality show de acompañamiento auditivo "¿Amigo, me escuchas? 2" y en el popular programa de variedades "Rey contra Rey 7".
El 29 de abril, protagonizó junto a Lin Gengxin la comedia romántica laboral "Llámame director", emitida por Dragon TV, donde encarnó con frescura y autenticidad a Ning Meng, una joven profesional determinada a convertirse en inversionista. La serie se posicionó como el tercer programa más visto del año en la cadena, con un rating promedio CVB de 0.83, consolidando una vez más su conexión con la audiencia.
El 10 de octubre de 2022 se estrenó el drama "Nuestros Diez Años" con la participación de Tan Songyun, mientras que en ese mismo mes concluyó el rodaje en Chengdu de su película "Adiós, Li Kele". El 26 de diciembre protagonizó junto a Wang Kai el drama de inspiración urbana "Viento en Contra" en CCTV-8, donde interpretó a Cheng Xiao, una piloto cuya determinación en el amor le valió el apodo de "Bandida del Amor", papel que le mereció cantar el tema característico "Like Shining Star"; la serie se posicionó como la cuarta más vista del año en dicho canal con un rating CVB de 1.887, consolidando a Tan Songyun como "Bandida del Rating" por su impecable trayectoria de éxitos televisivos.
El 22 de enero de 2023, Tan Songyun brilló en la Gala de Año Nuevo de la CCTV interpretando el número musical "Hogar en el Tiempo", seguido por la obtención del prestigioso premio "Actor Revelación del Año" en la primera edición de la Ceremonia Anual de Televisión China al día siguiente. El 14 de marzo, protagonizó junto a Jing Boran el drama urbano "Camino a Casa" en Hunan TV, donde encarnó a Gui Xiao, una directora de inversiones cuyo emotivo retrato le permitió interpretar también el tema principal "Juventud Inalterada". La serie se coronó como el drama más visto de 2023 en Hunan TV con un rating CVB de 0.575, marcando su segundo título anual consecutivo tras "Go Ahead" y consolidando su récord de cuatro producciones estelares consecutivas con ratings líderes en canales satelitales nacionales.
El 1 de diciembre se estrenó nacionalmente la conmovedora película "Adiós, Li Kele", protagonizada por Yan Ni y Tan Songyun con la participación especial de Wu Jing, junto a un elenco secundario compuesto por Jiang Long, Zhao Xiaotang, Feng Lei y Li Hucheng. Este emotivo drama familiar, que explora los lazos de parentesco, amor y amistad a través del viaje emocional de la familia Li Yan, recaudó 241 millones de yuanes hasta el 10 de abril de 2024 y obtuvo excelentes calificaciones: 9.5 en Taopiaopiao, 9.4 en Maoyan y 7.0 en Douban. Tan Songyun, en el papel de Li Yan, ofreció una interpret
El 2 de julio de 2024 se estrenó en Hunan TV el drama urbano "Más Hermoso que las Estrellas" protagonizado por Tan Songyun y Xu Kai, que narra la inspiradora historia de Ji Xing, una joven que abandona su opresivo trabajo en Pekín para emprender en el sector médico, logrando asociarse con el inversionista Han Ting para revolucionar la inteligencia artificial aplicada a la salud en China, mientras florece un romance profesional.
El 30 de noviembre de 2022 se anunció el estreno en Youku de "La Maestra del Brocado Shu", un drama histórico protagonizado por Tan Songyun y Zheng Yecheng que, ambientado en la dinastía Tang, narra la epopeya de Ji Yingying -una talentosa heredera de tintes que rescata las técnicas ancestrales del brocado Shu, las difunde por la Ruta de la Seda y es nombrada Embajadora Textil del Imperio, combinando con maestría elementos culturales, románticos y de intriga comercial en esta adaptación de la novela homónima de Zhuang Zhuang.